# Kremljovskaja / Kreml

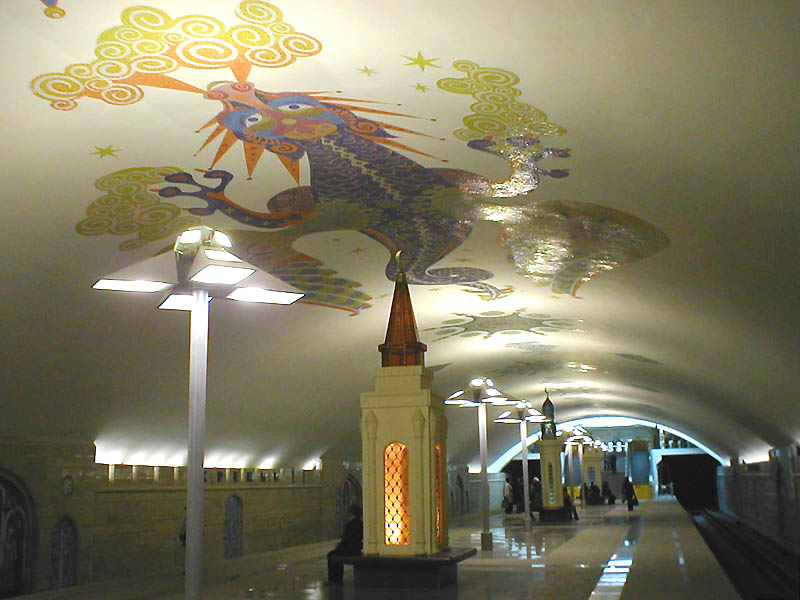
Perronhal met torens en plafondschildering

Kremljovskaja (Russisch: Кремлёвская) of Kreml (Tataars; cyrillisch: Кремль) is een station van de metro van Kazan. Het station werd geopend op 27 augustus 2005 als noordwestelijk eindpunt van de eerste metrolijn in de stad. Het metrostation bevindt zich in het centrum van Kazan, nabij het Kremlin, waarnaar het genoemd is. Nabij het station zijn verder een groot museum, de Tataarse Academie van Wetenschappen, het stadhuis en een stadion te vinden.
Het station is ondiep gelegen en beschikt over een perronhal met een gewelfd plafond. De inrichting van het station combineert een oriëntaalse sfeer van Tataarse symboliek met elementen die naar het nabijgelegen middeleeuwse fort verwijzen. De met bruin marmer beklede wanden langs de sporen zijn uitgevoerd als vestingmuren met versterkte torens. Achter de kantelen, waarop met bronzen letters de naam van het station is geschreven, zijn naar boven gerichte lampen verborgen. In gotische nissen in deze muren zijn mozaïeken en bas-reliëfs aangebracht die scènes uit de geschiedenis van het kanaat Kazan uitbeelden, vergezeld van de tekst Kazan - de witstenen stad in het Tataars (Qazan qalası - taş qala, in Arabisch schrift) en het Russisch (Kazan - gorod belokamennyj).

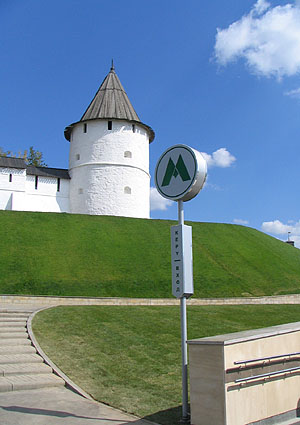
Toegang tot het station tegen de achtergrond van het Kremlin

Op het midden van het perron zijn vijf torens van verschillend ontwerp opgesteld die van binnenuit verlicht worden door gebrandschilderde ramen. Rond deze torens, die de Söyembikä-toren en de Verdedigingstoren van het Kazanse Kremlin symboliseren, zijn zitbankjes bevestigd. Tussen de torens bevinden zich hoge lampen, die zowel het plafond als de perronvloer beschijnen. Op het witte plafond zijn in mozaïek bloemmotieven en fabeldieren uitgebeeld, waarbij de centrale rol wordt ingenomen door de draak Ziliant, het symbool van de stad.
Aan beide uiteinden van het eilandperron leiden trappen en roltrappen naar de twee ondergrondse lokettenzalen. In beide lokettenzalen valt door glazen koepels daglicht naar binnen. De toegangen tot het station bevinden zich bij het Kremlin, in de Oelitsa Baumana (Baumanstraat) en in een ondergronds winkelcentrum.